# Nystrand Station
Nystrand Station (Nystrand stoppested) var en jernbanestation på Brevikbanen, der lå i bydelen Eidanger i Porsgrunn i Norge. Stationen åbnede 15. juli 1895, tre måneder før resten af banen. Den blev hovedsageligt benyttet af folk fra Porsgrunn og Skien til fritidsfornøjelser ved Eidangerfjorden. Den blev betjent af pendlertog indtil 1964. Den resterende togbetjening ophørte i 1968, og 31. maj 1970 blev stationen nedlagt.
Stationsbygningen blev opført efter tegninger af Paul Due. Den er bevaret på Porsgrunn Bymuseum.

## Historie
De første forslag om en jernbane til Brevik blev fremsat i 1875, men først 4. juli 1891 vedtog Stortinget at bygge den. Banen blev primært støttet af Brevik kommune, mens Eidanger kommune var knap så villig. Brevik gik derfor med til at betale for alle de nødvendige ekspropriationer i Eidanger. Eidanger kommune ønskede dog en sidebane fra Brevikbanen til et sted syd for Nystrand ved Eidangerfjorden, men det blev ikke til noget.
Stationen åbnede 15. juli 1885 og fungerede som midlertidig endestation for Brevikbanen, indtil resten af den åbnede 16. oktober. Banen forbi stationen blev elektrificeret 19. juli 1949. Stationen var bemandet indtil 1. juni 1964. Betjeningen med tog ophørte 25. maj 1968, og 13. maj 1970 blev stationen nedlagt. Stationsbygningen blev senere flyttet til Porsgrunn Bymuseum.

## Faciliteter
Nystrand var en femte klasses station tegnet af Paul Due. Nystrand var næsten identisk med Skjelstad Station og Heistad Station men havde en lidt større ventesal. Stationen havde ikke noget pakhus, og gods blev i stedet håndteret fra stationsbygningen. Der blev opført en særskilt fireværelses tjenestebolig til stationsforstanderen. Stationen lå 195,45 km fra Vestbanestasjonen i Oslo, 38,3 meter over havets overflade.
En stor del af stationens trafik kom i form af folk fra byerne Skien og Porsgrunn, der tog til fritidsfornøjelser ved Eidangerfjorden. Stationen havde derfor en skævt fordelt trafik, der toppede i ferier og i weekender om sommeren. Det førte også til opførelse af hytter i området, da de var nemt tilgængelige for de rige i Porsgrunn og Skien. Der blev etableret to købmandsforretninger ved stationen, og der var en grundskole og mellemskole tæt på.

## Trafik
Brevikbanen blev betjent af et eksprestog hver dag fra Oslo. Oprindeligt kørte det via Vestfoldbanen, men fra 1923 kørte det via Bratsbergbanen. Hovedparten af banens trafik bestod af pendlertog til Porsgrunn og Skien. Indtil slutningen af 1940'erne blev stationen betjent af mellem ti og tolv daglige tog i hver retning. I løbet af 1950'erne steg det imidlertid til nitten tog, der ofte kørte i fast timedrift, efter at banen var blevet elektrificeret.
Den tidlige åbning af strækningen til Nystrand i 1895 gjordet det muligt for NSB at gennemføre en sæson med ture fra Skien og Porsgrunn, med 9.600 solgte billetter i juli og august det år. I 1930'erne kørte NSB tog i sæsonen fra Kongsberg til Nystrand og Brevik. De blev markedsført som ”badetog” og var målrettet besøgende fra de indre dele af landet.